# Terminal Velocity (Computerspiel)
Terminal Velocity (abgekürzt TV, englisch für „Endgeschwindigkeit“) ist ein Action-Flugsimulator für DOS aus dem Jahr 1995. Das Computerspiel wurde weniger als Simulations-, sondern als geradliniges Arcade-Spiel mit sehr geringer Einstiegshürde ausgelegt. Das Spiel war der erste von Terminal Reality Inc. entwickelte Titel und auch der erste, der von 3D Realms veröffentlicht wurde. Terminal Velocity war außerdem das erste Sharewarespiel, das bereits vor seiner Veröffentlichung auf dem Titel eines Magazins vorgestellt wurde.

## Entwicklung und Veröffentlichung
Hauptverantwortlich für die Entwicklung von Terminal Velocity war Mark Randel, ein ehemaliger Mitarbeiter von Microsoft und bis 1994 Chefprogrammierer des Microsoft Flugsimulators 5.0. Das Spiel war das erste der im selben Jahr von Randel und Brett Combs gegründeten und in Nord-Texas ansässigen Terminal Reality Inc. (TRI). Randel nutzte sein bei der Weiterentwicklung von Microsofts Flugsimulator gewonnenes Know-how für den Aufbau seines Unternehmens.
Musik und Soundeffekte wurden von Kyle Richards geschaffen. Die Grafiken, 3D-Animationen und Filmszenen stammen von Mark Randel und verschiedenen weiteren Autoren.
Veröffentlicht wurde das Spiel am 1. Mai 1995 von 3D Realms, einer erst kurz zuvor von Apogee Software neu gegründeten Abteilung. Tom Hall von 3D Realms wird als Co-Produzent von Terminal Velocity genannt. Eine auf dem Apple Macintosh lauffähige Version, veröffentlicht von MacSoft, folgte ein Jahr später.
Wie damals bei den meisten Apogee- und dann auch 3D-Realms-Spielen üblich wurde auch Terminal Velocity in einer Shareware-Version veröffentlicht. Dazu wurde das Spiel in drei Episoden aufgeteilt, von denen die erste als Shareware über Mailboxen (BBS), Shareware-CDs und CD-Beigaben von Computerspielezeitschriften verbreitet wurde. Neben der vollständigen Version des Spiels auf CD-ROM war auch eine vereinfachte Fassung auf Disketten erhältlich, bei der unter anderem alle Videosequenzen weggelassen und deutlich niedriger aufgelöste Texturen verwendet wurden.

## Spielinhalt

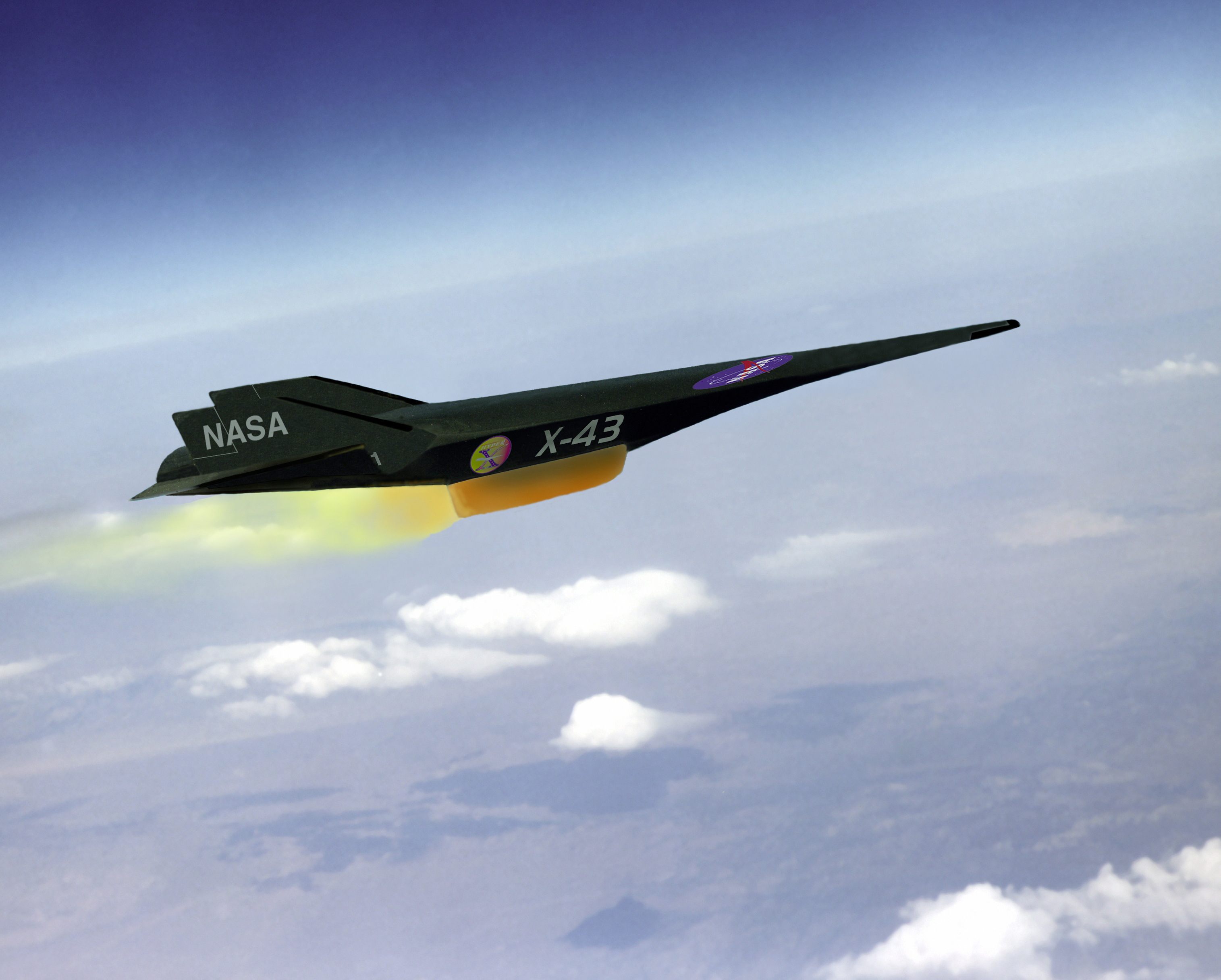
Die für die NASA entwickelte Boeing X-43A (hier in einer künstlerischen Darstellung) weist große Ähnlichkeit mit dem Raumgleiter im Spiel auf.

Der Spieler steuert einen schlanken, spitz zulaufenden und bewaffneten Raumgleiter durch die Atmosphäre und durch Tunnelsysteme auf und innerhalb verschiedener Planetoiden, Monde und Asteroiden. Dabei kann er den Gleiter wie in einem Flugsimulator üblich frei in allen drei Dimensionen bewegen. Im Gegensatz zu realistischeren Flugsimulationen wird die Gravitation jedoch ignoriert und die Steuerung so stark vereinfacht, dass sie weitestgehend mit den vier Pfeiltasten auskommt. Automatiken helfen unter anderem dabei, den Gleiter nach Kurvenflügen wieder waagerecht auszurichten. Mit weiteren Tasten kann die Vorwärtsbewegung verlangsamt und beschleunigt, wie bei einem Flugzeug jedoch nicht gestoppt werden. Zusätzlich steht ein begrenzter Nachbrenner sowie Tasten zum Rollen zur Verfügung.
Der Spieler kann zwischen mehreren Kamera-Perspektiven wählen und den Gleiter entweder aus der Ego- oder einer Third-Person-Perspektive steuern.
Die Bandbreite der dargestellten Planetenoberflächen reicht von flachen Ozeanen mit gelegentlichen Inseln über hügelige Eis- und Wüstenplaneten bis zu tief gefurchten Canyons und sogar Vulkan-Planeten. Über vielen Landschaften liegt eine flache Wolkendecke, die durchflogen werden kann. Das Verlassen der Planeten ist während des Spiels jedoch nicht möglich.
In den Landschaften sind regelmäßig Tunneleingänge zu finden, die in meist sechseckige, gebogene aber grundsätzlich unverzweigte, lineare Tunnel sowie einfache Innenräume innerhalb der Planeten führen. Steuerung und Spielprinzip ändern sich beim Eintritt in einen Tunnel vom Flugsimulator in ein Shoot ’em up. So ist es nicht mehr möglich, den Gleiter zu wenden. Als im Vergleich zur Oberfläche neue Aufgabe kommt hinzu, den teilweise bewegten Hindernissen innerhalb der Tunnel möglichst schadlos auszuweichen.
Sowohl auf den Planetenoberflächen als auch in den Tunneln können zahlreiche Luft- und Bodenziele zerstört werden, etwa Mechs, Hubschrauber, Raumgleiter aber auch Gebäude. Zur Abwehr der auch unprovoziert ständig angreifenden Gegner stehen dem Spieler verschiedene Projektilwaffen zur Verfügung, von Plasma- und Ionenkanonen bis hin zu verschiedenen Raketen.
Das Spiel ist in drei Episoden mit neun verschiedenartigen Planeten und zusammen 26 Levels aufgeteilt. Ein weiterer Level spielt auf einem geheimen Planeten. In jedem Level hat der Spieler die Aufgabe, vorbereitete Wegpunkte abzuarbeiten, beispielsweise Checkpunkte oder die Zerstörung bestimmter Bodenziele, wobei er jederzeit nach Belieben von diesem Weg abweichen, ihn jedoch nicht abkürzen kann. Der letzte Wegpunkt in jedem Level bringt den Gleiter zurück zu seinem Mutterschiff und zum nächsten Level.
Am Ende von drei zu einem Planeten gehörenden Levels steht ein Endgegner, im Spiel Basic Objective Structure (BOS) genannt. Dabei handelt es sich meist um besonders große Bodenziele, im letzten Level beispielsweise einen durch Energieschilde geschützten Computerturm. Am Ende des Spiels wird der Name des Spielers in einer Top-5-Highscore-Tabelle eingetragen, in der jedoch genre-untypisch keine Punkte, sondern lediglich Abschüsse gezählt werden.

## Rahmenhandlung
Das kampfbetonte Spiel konzentriert sich vorrangig auf seine technische Faszination und kurzweilige Action und verzichtet daher weitestgehend auf eine Hintergrundgeschichte. Es wird lediglich erklärt, dass die Erde in einer Zeit des Friedens und der Abrüstung im Jahr 2704 von mehreren feindlich gesinnten außerirdischen Rassen nahezu in die Knie gezwungen wurde. Der Spieler schlüpft in die – namens- und gesichtslose – Rolle des einzigen verbliebenen Piloten des Ares-Geschwaders, dem mit seinem TV-202 genannten experimentellen Kampfflieger die Aufgabe zufällt, die Aggressoren zurückzuschlagen und „die Galaxie zu retten“.
Vor dem Anflug auf jeden der insgesamt zehn Planeten wird ein kurzes Briefing eingeblendet und der Planet sowie wichtige Luft- und Bodenziele gezeigt und kurz beschrieben. Das genretypisch undifferenzierte Feindbild wird meist mit der notwendigen Zerstörung militärischer Einrichtungen der feindlich gesinnten Aliens begründet. Meist handelt es sich dabei um Waffenfabriken und Kraftwerke.
Eine Identifikationsfigur oder dem Spieler gegenüber positiv eingestellte Charaktere gibt es im Spiel nicht. Lediglich die Zerstörung organischer, „grüner“ Ziele – beispielsweise Bäume – wird getrennt gezählt und in der Highscore-Tabelle als negativer Abschuss gewertet.

## Technik

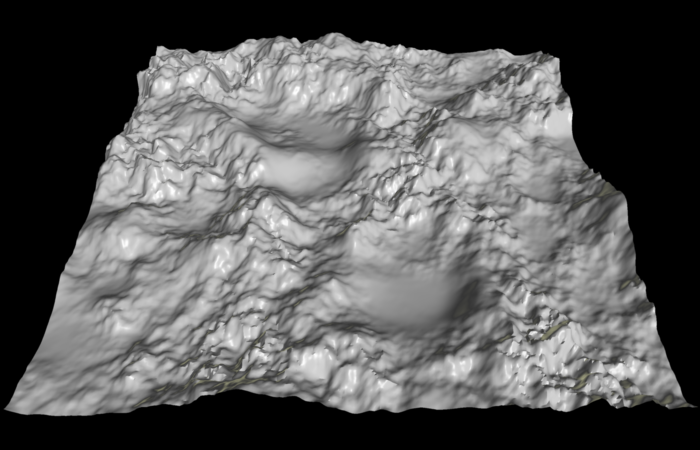
Terminal Velocity nutzt Höhenfelder mit einer Bildauflösung von 256 × 256 Punkten (64 KiB)

Die Landschaften sind als Höhenfelder mit jeweils 256 × 256 individuell texturierten Quadraten realisiert. An den Rändern wird das Raster unendlich wiederholt, so dass der Eindruck einer geschlossenen Planetenoberfläche entsteht. Die Gegner sind anders als in früheren 3D-Spielen keine Sprites, sondern 3D-Objekte, die unter anderem Schatten auf den Boden projizieren.
Für die Darstellung kommt entweder der unter DOS übliche VGA-Grafikmodus mit 320 × 200 Bildpunkten und 256 Farben zum Einsatz oder ein Grafikmodus mit 640 × 240 Bildpunkten (Super-VGA mit halbierter Zeilenzahl). Eine Unterstützung für die Grafikkarte S3 ViRGE wurde als Patch nachgereicht. Terminal Velocity ist damit eines der wenigen Spiele, welche die S3D genannte Programmierschnittstelle unterstützen.

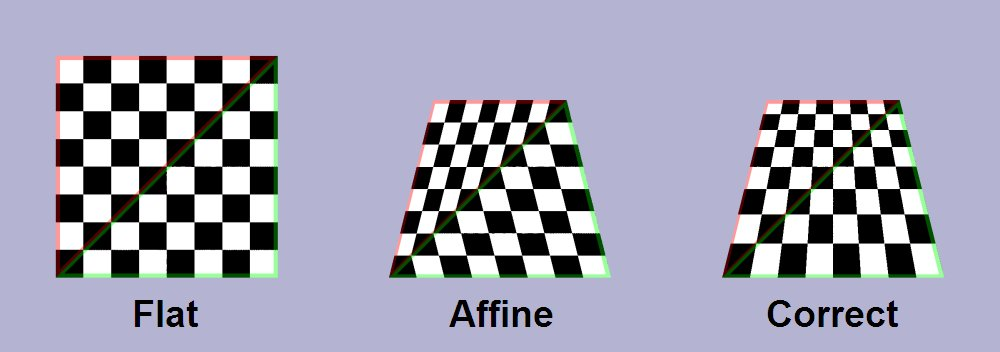
Das Spiel nutzt Texture Mapping mit einer einfachen Perspektivenkorrektur (rechts), die in extremen Randbereichen Darstellungsfehler zeigt (Mitte).

Die Sicht des Spielers fällt durch einen für 3D-Computergrafiken dieser Art übertrieben wirkenden Fischaugeneffekt auf, der ferne Objekte kleiner als gewohnt erscheinen lässt. Das verleiht dem Spiel einen eigenen Charakter, hilft aber auch beim Kaschieren der technisch bedingt geringen Sichtweite (Draw Distance). Außerdem wird Nebel (Distance Fog) eingesetzt, um die Rechenlast zu reduzieren, die beim eingesetzten unbeschleunigten Software-Rendering ausschließlich auf dem Hauptprozessor liegt.
Ergänzt wird die Spielgrafik durch vorberechnete 3D-Vidosequenzen, die nur in der CD-Version enthalten sind. Zu sehen sind ein Flug durch ein Wurmloch sowie Szenen, die im Vor- und Abspann den Ab- und Anflug des Raumgleiters von und zu seinem Mutterschiff sowie in kurzen Zwischensequenzen den An- und Abflug zu und von den zehn Planetenoberflächen zeigen.
Terminal Velocity enthält einen Mehrspieler-Modus, bei dem bis zu acht Spieler per Nullmodem-Kabel, Modem, IPX/SPX, NetBIOS/Lantastic oder über das DWANGO-Netzwerk gegeneinander antreten können.
Als Mindestanforderung an die verwendete PC-Hardware wird ein 486DX-Prozessor und mindestens 4 MiB Arbeitsspeicher vorausgesetzt. Für die bestmögliche Grafikqualität wird ein Pentium mit 16 MiB Arbeitsspeicher empfohlen. Heute kann das Spiel problemlos in einem DOS-Emulator wie beispielsweise DOSBox gestartet werden.

## Rezeption
Das Actionspiel wurde von der Presse vorwiegend positiv aufgenommen. Das Coming Soon Magazine vom Oktober 1995 meint, es sei „erfreulich, ein innovatives [Egoperspektiven-]Spiel zu finden, das nicht nur ein Klon von Doom ist“ (90 %). PC Gamer empfiehlt Terminal Velocity im selben Monat als „hochgradig spielbar, schnell und süchtig machend mit nahezu keiner Lernkurve“, obwohl es „nicht viel Tiefe“ hat (86 %). Die deutsche PC Player vom Juni 1995 kritisiert den „linearen Spielverlauf“, lobt aber, dass „schon die neun Level starke Shareware-Version mehr Spaß [macht] als so manche Vollpreis-3D-Krücke der lieben Konkurrenz“ (66 %). GameSpot vom Mai 1996 konstatiert, dass man das Spiel „niemals zwanzig Stunden am Stück spielen wird, aber nie enttäuscht sei, wenn man einige Minuten Hochgeschwindigkeits-Aufregung sucht“ (6,9/10 Punkte).
Kritisiert wird auch die für ihre Zeit qualitativ gute aber gelegentlich eintönige Musik und dass das Spiel selbst im höchsten Schwierigkeitsgrad zu einfach sei.
Terminal Velocity wurde von der US-amerikanischen Zeitschrift PC Entertainment (ehemals Electronic Entertainment) als bestes Actionspiel des Jahres 1995 ausgezeichnet. „Kein anderes Actionspiel [würde] das Gefühl des Fliegens so gut einfangen“, meinen die Redakteure, „abgesehen vielleicht von Descent“.

## Bezüge zu anderen Titeln
Terminal Velocity wird häufig mit dem zwei Monate zuvor erschienenen Descent verglichen, bei dem sich das Spielgeschehen jedoch ausschließlich in Innenräumen abspielt. Beide Actionspiele erlauben das nahezu uneingeschränkte Bewegen eines bewaffneten Raumgleiters in allen drei Raumdimensionen, wobei die Gravitation ignoriert wird. Magic Carpet weist ebenfalls eine sehr ähnliche Spielmechanik auf. Weitere ähnliche Actionspiele aus demselben Jahr sind Hi-Octane, Slipstream 5000 und WipEout, in denen die Bewegungsfreiheit jedoch durch Rennstrecken stark begrenzt wird.

### Referenzen
Verschiedentlich wird Terminal Velocity auch mit Star Wars verglichen. Tatsächlich spielt die dritte Mission im Spiel auf und in einem Sternenzerstörer nach dem Vorbild des Todessterns aus Krieg der Sterne. Stationiert ist der Sternenzerstörer der Missionsbeschreibung zufolge bei Wolf 359, einem aus dem Star-Trek-Universum bekannten Ort.
Eine Dopefish-Referenz – ein Easter Egg in vielen Apogee-Titeln – wird im Hilfetext scherzhaft angedeutet, taucht im Spiel selbst jedoch nicht auf.

### Nachfolger
Seit 1995 produzierte Microsoft den Joystick SideWinder 3D Pro, mit dem das Unternehmen (sechs Jahre vor der Xbox) Fuß auf dem wachsenden Computerspiel-Markt fassen wollte. Um den Joystick attraktiver zu machen, wurden verschiedene Spiele lizenziert und in angepassten Versionen veröffentlicht, so auch Terminal Velocity. Microsoft ließ das Spiel von Terminal Reality Inc. für Windows 3.11 und Windows 95 migrieren und modifizieren und veröffentlichte es 1995 – nur drei Monate nach Terminal Velocity – als Fury³. Die Zahl steht dabei nicht für einen dritten Teil, sondern für die Steuerung in den drei Dimensionen, für die der in drei Achsen schwenkbare Joystick ideal sein sollte. Zeitweise wurde Fury³ als Bundle zusammen mit dem Joystick vertrieben.
Fury³ ist eine wenig veränderte Umsetzung des ursprünglichen Terminal Velocity für Windows. Die Unterschiede beschränken sich auf Äußerlichkeiten. So wird eine ausgefeiltere Hintergrundgeschichte erzählt und mit aufwendiger produzierten Videosequenzen untermalt. Die Levels wurden neu gestaltet, Texturen und Gegnermodelle sind detaillierter. Das Spielprinzip und der allgemeine Charakter des Spiels blieben jedoch gleich.
 Mit Hellbender, das ebenfalls von Terminal Reality Inc. entwickelt und von Microsoft vertrieben wurde, folgte 1996 ein weiterer Nachfolger. Erstmals wurde die DirectX-Schnittstelle eingesetzt und Mehrspielermodus implementiert. Anders als seine beiden Vorgänger, bei denen Ähnlichkeiten zu Descent noch mit Koinzidenz zu begründen sind, weist Hellbender deutliche Parallelen zu seinem Konkurrenten auf. So wurden die in den Vorgängern noch ausschließlich geradlinigen Tunnel durch verzweigte Gangsysteme ersetzt, in denen der Gleiter wie in Descent still in der Luft verharren kann. Türen lassen sich durch Schüsse öffnen und die weibliche Stimme eines Bordcomputers (Gillian Anderson) hilft beim Navigieren. Auch an der Oberfläche der Planeten sind wesentlich größere Gebäudekomplexe und andere Strukturen anzutreffen.

### Photex-Engine
Die für Terminal Velocity neu entstandene Photex-Engine (für „Foto-Textur“) wurde kontinuierlich weiterentwickelt und in zahlreichen weiteren Spielen von Terminal Reality Inc. eingesetzt, unter anderem in der Monster-Truck-Madness-Serie und zuletzt 2001 in der Fly!-Serie.